# Trittico romano. Meditazioni
Trittico romano. Meditazioni (Tryptyk Rzymski. Medytacje) è un poema di Giovanni Paolo II in lingua polacca, pubblicato nel 2003, tradotto in italiano da Grażyna Miller e disponibile in diverse lingue.
Il poema si distingue in tre sezioni:
1. Torrente
2. Meditazioni sulla Genesi - Dalla soglia della Cappella Sistina
3. Colle nel paese di Moria

In Italia è stato pubblicato da Libreria Editrice Vaticana (ISBN 8820974517) e da Bompiani (ISBN 8845204243) con testo polacco a fronte.